# Malhostovice
Malhostovice település Csehországban, a Brno-vidéki járásban. Malhostovice Skalička, Újezd u Černé Hory, Lipůvka, Čebín, Kuřim, Drásov, Všechovice és Lažany településekkel határos. Lakosainak száma 1030 fő (2024. január 1.).

## Népesség
A település lakosságának változását az alábbi diagram mutatja:
| Lakosok száma | 822  | 868  | 911  | 1015 | 888  | 828  | 960  | 967  | 989  | 1030 |
|               | 1869 | 1890 | 1921 | 1950 | 1980 | 2001 | 2017 | 2019 | 2022 | 2024 |